# Torsten Gustafsson
Carl Erik Torsten Gustafsson i riksdagen kallad Gustafsson i Stenkyrka, född 22 februari 1920 i Loftahammar, Kalmar län, död 14 januari 1994 i Stenkyrka, Gotlands län, var en svensk centerpartistisk politiker som var försvarsminister 1981–1982.

## Biografi
Gustafsson var son till lantbrukaren Carl Gustafsson och Ebba Edlund samt bror till Einar Gustafsson som bland annat var landshövding i Gotlands län. Han genomgick Gamleby folkhögskola, Bjärka-Säby lantbruksskola och Sånga-Säby föreningsskola. Gustafsson var innehavare av eget lantbruk och var kamrer i Stenkyrka jordbrukskassa från 1961.
Han var ledamot i landstormen från 1958, revisor där och ledamot i länsskolnämnden. Gustafsson var ordförande i kommunfullmäktige i Tingstäde landskommun från 1951, ledamot i kommunnämnden och ordförande i kulturnämnden. Han var styrelseordförande i Lövsta lantbruksskola och styrelseledamot i Gotlands läns allmänna försäkringskassa. Gustafsson var vice ordförande för centerpartiet Gotland, ledamot i Riksförbundet Landsbygdens folks (RFL) förbundsråd och dess länsförbundsstyrelse samt var ordförande i Stenkyrka RLF-avdelning. Han var ordförande i Gotlands kommunfullmäktige och centerns Gotlandsdistrikt.
Han var styrelseledamot i Trafiksäkerhetsverket från 1982, ordförande i Försvarets skolnämnd från 1982, ledamot av 1983–1991 års kyrkomöten och ledamot i domkapitlet i Visby stift från 1983. Han var styrelseledamot av länsstyrelsen i Gotlands län 1971–1974 och från 1982, ledamot i Gotlands läns hushållningssällskaps förvaltningsutskott från 1967 och vice ordförande från 1972.

### Riksdag och regering
Gustafsson var riksdagsledamot i andra kammaren 1965–1970 och i enkammarriksdagen 1971–1982 för Gotlands läns valkrets. I riksdagen var han ledamot av försvarsutskottet 1971–1976 och finansutskottet 1976–1981. 
Gustafsson var statsråd och försvarsminister 1981–1982, i regeringen Fälldin III. Han satt på posten då Gåsefjärdsdramat inträffade hösten 1981. I samband med detta undslapp sig Gustafsson orden: "Visserligen är vi neutrala, men vi vet var vi hör hemma." Uttalandet blev kontroversiellt men Gustafsson försvarade sig med att "hemma" kunde uppfattas exakt som "vad som helst" i olika betraktares ögon.

### Familj
Gustafsson gifte sig 1946 med Hellen Svensson (född 1921), dotter till lantbrukaren Troed Svensson och Valborg Nilsson. Han var far till Torgny (född 1947), Magnus (född 1949), Elionor (född 1951), Ingemar (född 1955) och Dag (född 1962).